# Marc Levine (Mathematiker)

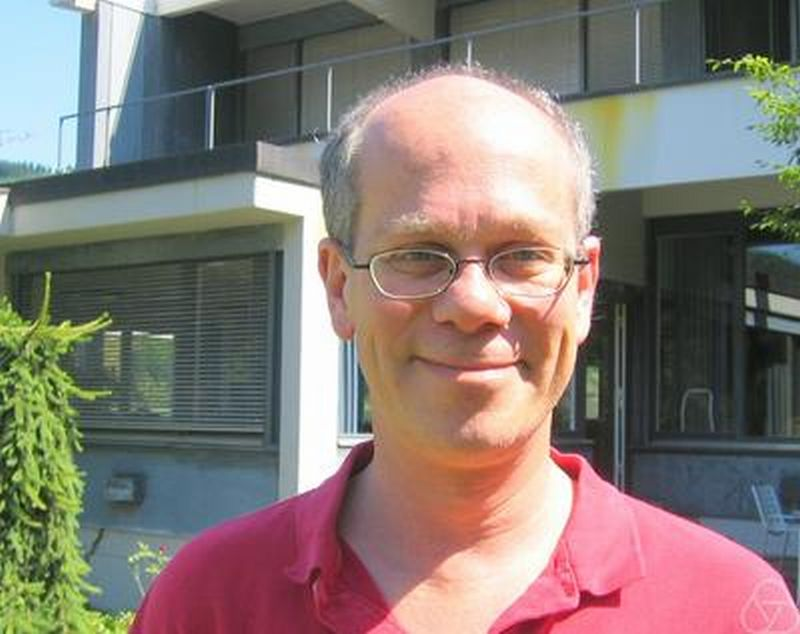
Marc Levine, Oberwolfach 2006

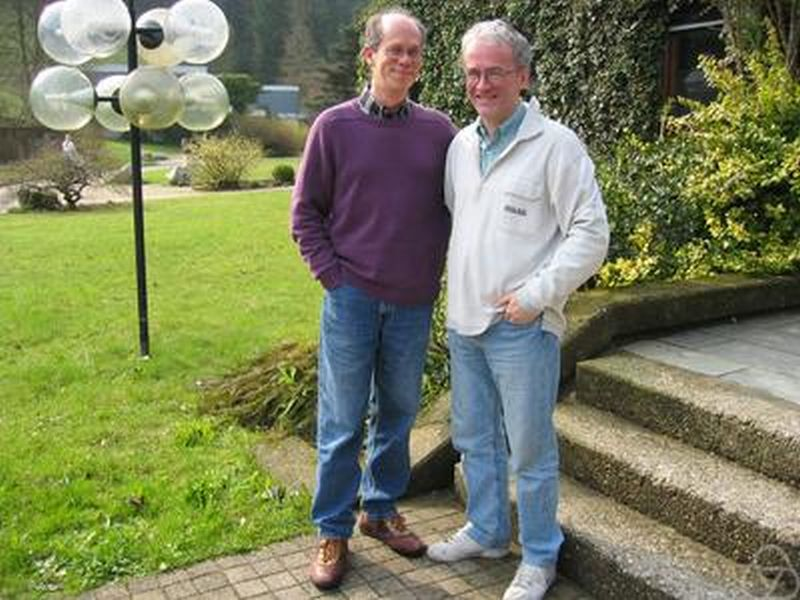
Marc Levine (links) mit Fabien Morel, Oberwolfach 2005

Marc Noel Levine (* 29. Juli 1952 in Detroit, Michigan) ist ein US-amerikanischer Mathematiker.
Levine studierte am Massachusetts Institute of Technology (Bachelor 1974) und promovierte 1979 an der Brandeis University bei Teruhisa Matsusaka. Er war ab 1979 Assistant Professor an der University of Pennsylvania in Philadelphia und ab 1984 in Boston an der Northeastern University, wo er seit 1986 Associate Professor und seit 1988 Professor war. Er war mehrfach Gastprofessor an der Universität Duisburg-Essen, wo er mit Hélène Esnault zusammenarbeitete. Seit 2009 ist er dort Alexander-von-Humboldt-Professor. Außerdem war er unter anderem Gastwissenschaftler am MSRI (1986, 1990), am Max-Planck-Institut für Mathematik in Bonn (1983, 1987), am Tata Institute of Fundamental Research (1988), an der University of Washington, am Caltech, der Universität Paris VI und am Institut Henri Poincaré.
Levine befasst sich mit algebraischer Geometrie, insbesondere in der Entwicklung von Analoga topologischer Konzepte in der algebraischen Geometrie und der Theorie der Motive (motivische Kohomologie, motivische Homotopietheorie, algebraische K-Theorie) und entwickelte mit Fabien Morel die Theorie des algebraischen Kobordismus, eines Analogons in der algebraischen Geometrie zur komplexen Kobordismentheorie in der algebraischen Topologie. 2002 war er Invited Speaker auf dem ICM in Peking (Algebraic Cobordism).
2001 erhielt er den Wolfgang-Paul-Preis der Alexander-von-Humboldt-Stiftung und erhielt 2006 den Humboldt-Forschungspreis. 2010 erhielt er eine Humboldt-Professur. 2013 wurde er in die Leopoldina gewählt. 2018 erhielt Levine den Senior-Berwick-Preis der London Mathematical Society und wurde zum Mitglied der Academia Europaea gewählt. 2022 war er eingeladener Sprecher auf dem Internationalen Mathematikerkongress (Motivic cohomology: past, present and future).

## Schriften
- Mixed Motives (= Mathematical Surveys and Monographs. 57). American Mathematical Society, Providence RI 1998, ISBN 0-8218-0785-4.
- Algebraic Cobordism. In: Li Tatsien (Hrsg.): Proceedings of the International Congress of Mathematicians. Beijing 2002 August 20–28. Band 2: Invited Lectures. Higher Education Press, Beijing 2002, ISBN 7-04-008690-5, S. 57–66, (arxiv:math/0304206).
- Mixed Motives. In: Eric M. Friedlander, Daniel R. Grayson (Hrsg.): Handbook of {\displaystyle K}-Theory. Band 1. Springer, Berlin u. a. 2005, ISBN 3-540-23019-X, S. 429–521, doi:10.1007/978-3-540-27855-9_10.
- mit Fabien Morel: Algebraic Cobordism. Springer, Berlin 2007, ISBN 978-3-540-36822-9.